# Гамбурцев, Григорий Александрович
Григо́рий Алекса́ндрович Га́мбурцев (10 [23] марта 1903, Санкт-Петербург — 28 июня 1955, Москва, РСФСР, СССР) — советский учёный-геофизик, сейсмолог, сейсморазведчик, гравиразведчик; один из основоположников сейсмической разведки в СССР. Лауреат Сталинской премии II степени (1941), академик АН СССР (1953).

## Биография
Родился 10 (23 марта) 1903 года в Санкт-Петербурге в семье потомственных военных. Его отец, Александр Александрович, был генералом царской армии, дед закончил службу в чине генерал-майора. После Октябрьской революции отец Гамбурцева преподавал в военных учебных заведениях, занимал ответственные должности в Главном управлении учебных заведений РККА.
Учился в гимназии в Москве вместе с М. А. Леонтовичем. После закончил ещё краткосрочную кооперативную школу и в 16 лет устроился на работу в Центрсоюз счетоводом. В эти же 1919—1920 годы заинтересовался физикой и стал посещать лекции П. П. Лазарева в физической лаборатории Народного университета им. А. Шанявского.
В 1926 году Гамбурцев окончил физико-математический факультет Московского университета. Одновременно с учёбой он был сотрудником Института физики и биогеофизики — работал в Особой комиссии по КМА (1923—1926). Затем был сотрудником фотохимической лаборатории Московского отделения комиссии по изучению производительных сил России АН СССР (1926—1932). В 1930—1932 гг. преподавал на геофизическом факультете МГРИ.
В 1932—1937 годах Гамбурцев заведует сейсмической лабораторией Нефтяного геологоразведочного института — НГРИ (1932—1934) и в составе Всесоюзной конторы геофизических разведок (ВКГР) (1934—1937).
В 1938 году перешёл в созданный в этом же году академиком О. Ю. Шмидтом Институт теоретической геофизики АН СССР (с 1946 года — Геофизический институт (ГЕОФИАН)), где по 1948 год руководил отделом геофизических методов разведки, был заместителем директора.
В (1939) присуждена степень доктора физико-математических наук и присвоено звание профессора. Тема диссертации — «Сейсмические и гравитационные методы разведки».

В 1949—1955 годах он — директор Геофизического института АН СССР. Благодаря Гамбурцеву даже в мрачные годы сталинской эпохи ГЕОФИАН нормально работал. Вот что пишет его сын, ссылаясь на сослуживцев отца:
Сорок девятый год, эпопея борьбы с космополитизмом и преклонением перед иностранщиной… Со стен научных кабинетов срывают портреты галилеев, ньютонов, эйнштейнов и прочих представителей загнивающей науки Запада. Прямого указания именно о Галилее, надо полагать, не было, но перегнуть палку всегда безопаснее, чем наоборот. Но, переступая в те дни порог ГЕОФИАН, вы попадали как будто в другой мир, куда не доплескиваются мутные воды повального мракобесия. На этом удивительном островке нормальные люди продолжали нормально заниматься наукой, нормально говорили о её достижениях во всем мире, нормально ссылались на иностранных авторов и нормально пожимали плечами при рассказах о том, что творится в других учреждениях.
Осуществлял научное и методическое руководство сейсмическими и гравиметрическими работами различных геологоразведочных организаций. В годы войны (1941—1943) был начальником Восточно-Европейской экспедиции АН СССР: руководил геофизическими работами в Башкирии, в нефтеносном районе «Второе Баку». В 1943—1944 годах возглавлял сейсморазведочные работы в Азербайджане на Апшероне. В 1945 году проводил подготовку к созданию сырьевой базы для новой отрасли — атомной промышленности СССР. Организатор, а затем начальник Геофизической комплексной экспедиции, занимавшейся разведкой урановых руд (1946—1951).
Кроме того, Гамбурцев преподавал в МГРИ на кафедре прикладной геофизики (1933—1937), в Московском нефтяном институте — профессор кафедры геофизических и геохимических методов разведки (1944—1953), на физфаке МГУ (после войны).
В 1946 году Григорий Александрович Гамбурцев стал членом-корреспондентом, а в 1953 году — академиком АН СССР.
По инициативе Г. А. Гамбурцева в 1949 году при Президиуме АН СССР был создан Совет по сейсмологии, председателем которого он был до конца жизни.
Умер Гамбурцев на заседании Президиума Академии Наук 28 июня 1955 года во время прений по его докладу. Обсуждался вопрос о разделении ставшего слишком большим Геофизического института, возглавляемого Гамбурцевым, на три самостоятельных. Похоронен на Новодевичьем кладбище в Москве.

## Научная деятельность
Первая научная работа — «К вопросу о цветности моря» (1924). Но наибольший вклад Гамбурцев внёс в разработку сейсмических методов исследования земной коры и сейсморазведки. В 1930—40-е годы Гамбурцев занимался теорией и конструированием сейсморазведочной аппаратуры. Разработал новую конструкцию сейсмографа и математическую теорию его работы. В 1934—1937 годах занимался разработкой метода отражённых волн.
В период 1938—1944 годов разработал новый метод геофизических поисков месторождений полезных ископаемых (КМПВ — корреляционный метод преломлённых волн), первым предложил применить метод преломлённых волн для изучения строения всей земной коры, создал метод ГСЗ (глубинное сейсмическое зондирование (1948)). С 1946 года Гамбурцев начал экспериментальные исследования по развитию высокочастотной сейсморазведки, инициировал работы по созданию метода вертикального сейсмического профилирования.
В последние годы жизни (после Ашхабадского землетрясения 1948 года) занимался проблемами прогноза землетрясений. Разработал новые методы наблюдения сейсмических процессов: КМИЗ (корреляционный метод изучения землетрясений), азимутальный метод, высокочастотная сейсмометрия.

## Семья
Мать — Ольга Семёновна, происходила из военной семьи, закончила институт благородных девиц в Санкт-Петербурге. Дед — Александр Федорович Гамбурцев (1826—1888), генерал-майор. Бабка — Людмила Васильевна Гамбурцева (Маркова).
- Первая жена — Анастасия Савельевна Гурьева (1904—1986), после развода вышла замуж за А. А. Ляпунова.
  - Дочь от первого брака — Гамбурцева Алла Григорьевна (10.08.1929-11.01.2019), биолог.
- Вторая жена — Люся (Перль) Самуиловна Вейцман (племянница Хаима Вейцмана), была его помощницей в экспедициях; в 1937 г. она окончила Астрономический институт (ГАИШ)[16].
  - Сын — Гамбурцев Азарий Григорьевич (24.04.1935-12.04.2018[17]), геофизик, сейсморазведчик.

## Награды и премии
- 1941 — Сталинская премия II степени (14 марта) — за разработку метода и аппаратуры для сейсмической разведки[18]
- 1945 — Медаль «За доблестный труд в Великой Отечественной войне 1941—1945 гг.»
- 1945 — орден Трудового Красного Знамени (10 июня)
- 1953 — орден Ленина[2]

## Память

Могила, Новодевичье кладбище

В его честь названы Горы Гамбурцева — подлёдный хребет в Антарктике, который был открыт в 1958 году Советской Антарктической экспедицией.
Также по предложению О. К. Глотова в его честь названа тектоническая гряда в Большеземельской тундре, месторождение нефти Вал Гамбурцева в Ненецком автономном округе и Архангельской области и геофизическое научно-исследовательское судно «Академик Гамбурцев» (1984).
21-24 апреля 2003 года состоялась Международная научная конференция «Научное наследие академика Г. А. Гамбурцева и современная геофизика».
Институту физики Земли РАН присвоено имя Григория Александровича Гамбурцева. Входит в состав Учреждения Российской академии наук «Институт физики Земли им. О. Ю. Шмидта Российской академии наук».

## Публикации
Основные труды:
- Сейсмические методы разведки. Ч. 1. Теория сейсмической аппаратуры. — М.; Л.: ОНТИ, 1937. — 222 с.
- Сейсмические методы разведки. Ч. 2. Методика сейсмической разведки и интерпретации наблюдений. — М.; Л.: ОНТИ, 1938. — 190 с.
- Г. А. Гамбурцев, Ю. В. Ризниченко, И. С. Берзон и др. Корреляционный метод преломленных волн. Руководство для инженеров-сейсморазведчиков. — Москва: Изд-во АН СССР, 1952. — 240 с.
- Основы сейсморазведки. 2-е изд. — Москва: Гостоптехиздат, 1959. — 378 с.
- Состояние и перспективы работ в области прогноза землетрясений. Материалы Октябрьской сессии [Совета по сейсмологии АН СССР] в Сталинабаде, 1953 г. Бюлл. Сов. по сейсмологии. 1955. № 1. — С. 7—14.
- Избранные труды. В 3 томах. Том 2. Основы сейсморазведки. — М.: Наука, 2003. — 442 с. — ISBN 5-02-032685-2, ISBN 5-02-032716-6.